# Monastère Saint-Martin
Le monastère Saint-Martin est un ancien monastère à Roquebrune-Cap-Martin.

## Localisation
Les vestiges du monastère sont situés avenue du Sémaphore, à Roquebrune-Cap-Martin, dans le département des Alpes-Maritimes.

## Historique
Les ruines de l'ancien monastère sont inscrites au titre des monuments historiques depuis le 4 août 1970.